# Trofeo Alfredo Binda-Comune di Cittiglio
Trofeo Alfredo Binda-Comune di Cittiglio – kobiecy jednodniowy wyścig kolarski rozgrywany corocznie  od 1974 we włoskiej gminie Cittiglio, w regionie Lombardia. Od 2008 jest częścią cyklu najważniejszych zawodów kolarskich dla kobiet – UCI Women’s World Tour (wcześniej Puchar Świata kobiet).
Trasę wyścigu stanowi pętla o długości 15,5 km przejeżdżana przez zawodniczki 8 razy, na której znajdują się dwa znaczące wzniesienia, które położone są w Casale-Alto oraz Azzio.
Wyścig zawdzięcza swą nazwę słynnemu włoskiemu kolarzowi Alfredo Binda, 5-krotnemu zwycięzcy Giro d’Italia i 3-krotnemu mistrzowi świata, który urodził się w Cittiglio.

## Lista zwyciężczyń
Opracowano na podstawie:
| Rok  | Pierwsze              | Drugie                 | Trzecie               |          |
| ---- | --------------------- | ---------------------- | --------------------- | -------- |
| 1974 | Giuseppina Micheloni  |                        |                       |          |
| 1975 | Nicole Van Den Broeck |                        |                       |          |
| 1976 | Morena Tartagni       |                        |                       |          |
| 1977 | Nicoletta Castelli    |                        |                       |          |
| 1978 | Emanuela Menuzzo      |                        |                       |          |
| 1979 | Anna Morlacchi        |                        |                       |          |
| 1980 | Francesca Galli       |                        |                       |          |
| 1981 | Emanuela Menuzzo      |                        |                       |          |
| 1982 | Lucia Pizzolotto      |                        |                       |          |
| 1983 | Michela Tomasi        |                        |                       |          |
| 1984 | Maria Canins          |                        |                       |          |
| 1985 | Silvia Conti          |                        |                       |          |
| 1986 | Stefania Carmine      |                        |                       |          |
| 1987 | Rossella Galbiati     |                        |                       |          |
| 1988 | Elisabetta Fanton     |                        |                       |          |
| 1989 | Elisabetta Fanton     |                        |                       |          |
| 1990 | Maria Canins          |                        |                       |          |
| 1991 | Maria Paola Turcutto  |                        |                       |          |
| 1992 | Maria Canins          | Maria Paola Turcutto   | Mara Calliope         |          |
| 1993 | Roberta Ferrero       | Mara Calliope          | Lucia Pizzolotto      |          |
| 1994 | Fabiana Luperini      | Lucia Pizzolotto       | Katia Longhin         |          |
| 1995 | Valeria Cappellotto   | Alessandra Cappellotto | Imelda Chiappa        |          |
| 1996 | Valeria Cappellotto   | Imelda Chiappa         | Diana Žiliūtė         |          |
| 1999 | Fany Lecourtois       | Mari Holden            | Pia Sundstedt         |          |
| 2000 | Fabiana Luperini      | Pia Sundstedt          | Fany Lecourtois       |          |
| 2001 | Nicole Brändli        | Noemi Cantele          | Diana Žiliūtė         |          |
| 2002 | Swetlana Bubnenkowa   | Regina Schleicher      | Zinaida Stahurska     |          |
| 2003 | Diana Žiliūtė         | Walentina Karpenko     | Alison Wright         |          |
| 2004 | Oenone Wood           | Olivia Gollan          | Noemi Cantele         |          |
| 2005 | Nicole Cooke          | Katia Longhin          | Miho Oki              |          |
| 2006 | Regina Schleicher     | Diana Žiliūtė          | Katia Longhin         |          |
| 2007 | Nicole Cooke          | Giorgia Bronzini       | Martina Corazza       |          |
| 2008 | Emma Pooley           | Suzanne de Goede       | Diana Žiliūtė         |          |
| 2009 | Marianne Vos          | Emma Johansson         | Kristin Armstrong     |          |
| 2010 | Marianne Vos          | Martine Bras           | Emma Johansson        |          |
| 2011 | Emma Pooley           | Emma Johansson         | Annemiek van Vleuten  |          |
| 2012 | Marianne Vos          | Tatiana Guderzo        | Trixi Worrack         |          |
| 2013 | Elisa Longo Borghini  | Emma Johansson         | Ellen van Dijk        |          |
| 2014 | Emma Johansson        | Lizzie Armitstead      | Alena Amialusik       |          |
| 2015 | Lizzie Armitstead     | Pauline Ferrand-Prévot | Anna van der Breggen  |          |
| 2016 | Lizzie Armitstead     | Megan Guarnier         | Jolanda Neff          |          |
| 2017 | Coryn Rivera          | Arlenis Sierra         | Cecilie Uttrup Ludwig |          |
| 2018 | Katarzyna Niewiadoma  | Chantal Blaak          | Marianne Vos          |          |
| 2019 | Marianne Vos          | Amanda Spratt          | Cecilie Uttrup Ludwig |          |
| 2020 | odwołany              | odwołany               | odwołany              | odwołany |
| 2021 | Elisa Longo Borghini  | Marianne Vos           | Cecilie Uttrup Ludwig |          |
| 2022 | Elisa Balsamo         | Sofia Bertizzolo       | Soraya Paladin        |          |
| 2023 | Shirin van Anrooij    | Elisa Balsamo          | Vittoria Guazzini     |          |
| 2024 | Elisa Balsamo         | Lotte Kopecky          | Puck Pieterse         |          |
| 2025 | Elisa Balsamo         | Blanka Kata Vas        | Cat Ferguson          |          |